# ناتانائیل چیپمن

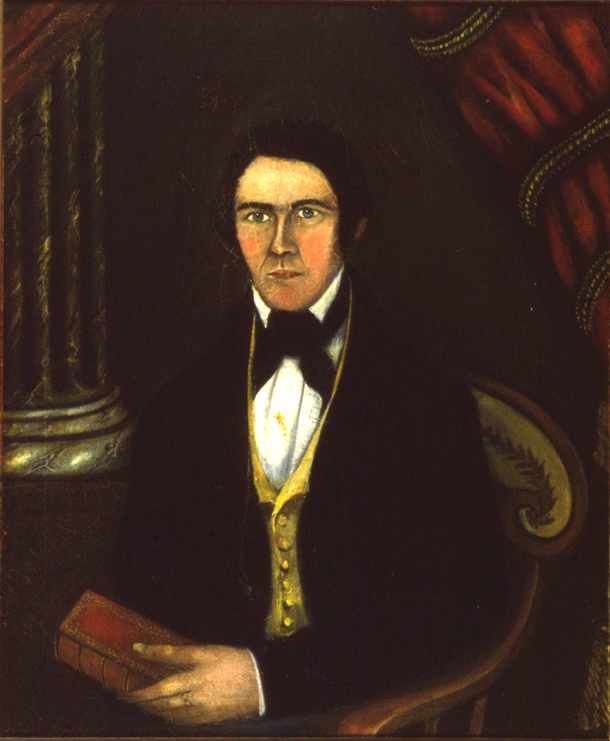
چیپمن، در حدود سال 1800

ناتانائیل چیپمن (به انگلیسی: Nathaniel Chipman) سناتور سابق عضو حزب فدرالیست (آمریکا) بود. وی در سال ۱۷۹۷ تا ۱۸۰۳ میلادی سناتور ایالت ورمانت در سنای ایالات متحده آمریکا بود.